# Jinámar
Jinámar es un pueblo español ubicado entre Las Palmas de Gran Canaria (Fase III) y Telde en la zona de costa de la isla de Gran Canaria de la provincia de Las Palmas, en la comunidad  autónoma de Canarias. Se divide entre Pueblo "Cascajo" "Polígono de Jinámar" y Valle de Jinámar que comprende el total de Jinámar con los nuevos residenciales agregados fuera de las fases, en torno a ello se distribuyen varios núcleos poblacionales.
Fue de los primeros núcleos de poblamiento unida a la tradición agrícola luego de la conquista de la isla, siendo explotadas para la producción cerealista (en un primer momento), junto a la vid (siglo XVI-siglo XVII) y posteriormente caña de azúcar, naranjas, cochinilla, tomates, plátanos (siglo XIX-siglo XX). Destacando por la gran producción agrícola asociada a las idóneas condiciones y fertilidad del terreno.

## Características

### Geografía
Situado a 6,1 km de distancia del casco histórico de la ciudad de Telde, siguiendo el curso en dirección este-oeste, presenta una variación de terreno en torno a la cual se distribuyen valles y áreas montañosas en su orografía, además de presentar numerosos accidentes goegráficos (montañas, lomos, tableros). Posee uno de los valles de fondo (Valles de Marzagán-Jinámar) más importantes de la isla, que tiene una altitud media de 198 metros (montaña más alta) hasta las zonas de costa (7 metros). Su extensión aproximada es de 6,5 km. Su distribución (delimitado por su adscripción a Las Palmas de Gran Canaria y Telde), en torno al cauce del barranco de Jinámar, hace que la distribución de su espacio geográfico sea de esta manera: 
|                        | Norte: La Matanza                           |                                                              |
| Oeste: Telde y el mar. |                                             | Este: Marzagán, Hornos del Rey y Las Palmas de Gran Canaria. |
|                        | Sur: Barranco de Las Goteras y Las Goteras. |                                                              |

### Población
Jinámar tiene una población actual de aproximadamente 20.000 habitantes, cabeza del Distrito III del mismo nombre, su población está distribuidas en dos áreas de poblamiento, Jinámar (casco histórico), lo integran los núcleos de Cañada de los Perros, Lomo Blanco, Las Haciendas, La Matanza y Hornos del Rey y la parte nueva Valle de Jinámar se configura como un área en sí misma. 
Ha variado la evolución demográfica de la localidad a lo largo del tiempo, generando un saldo vegetativo positivo (mayor número de nacimientos que de defunciones), debido al crecimiento de la localidad que ha experimentado desde mediados del siglo XX a consecuencia del crecimiento de su espacio urbano y demográfico (efectos migratorios de población procedentes tanto del municipio como del resto de la isla).

## Historia

### Etapa Prehispánica
Jinámar en el pasado prehispánico, este quedaba adscrito al Guanartemato de Telde; así lo atestiguan los numerosos yacimientos arqueológicos diseminados por su territorio. Teniendo dos tipos de yacimientos arqueológicos: los de costa: (La Restinga, Los Barros, Llano de las Brujas y Risco Mediomundo) y los de interior: Necrópolis del Gallgo (Montaña del Roso), Necrópolis de Cruz de la Gallina, Maipez del Cascajo). Siendo el período de poblamiento más antiguo (siglo V) en el yacimiento de Los Barros, lugar donde se encontró el Ídolo de Jinámar a mediados de los años 70 del siglo pasado, lo que supone un poblamiento prolongado en el territorio de más de 1.500 años.  La distancia, así como de la presencia de los yacimientos de costa en el lugar y a cortas distancias entre estos, determinan que el espacio habitado no consistiera en varios recintos habitados; sino que agrupan a un macropoblado aborigen con varias fases de evolución en la ocupación de habitabilidad (siglo V-siglo XV). Esto se demuestra por las pruebas halladas en los yacimientos (La Restinga siglo XII-siglo XIII). Debido a la cercanía de estos poblados es posible que se vincularan con los yacimientos descubiertos en Marzagán, La Matanza, Hornos del Rey y Lomo Blanco, por lo tanto estaríamos ante uno de los poblados más grandes y con mayor complejidad de relaciones entre distintos lugares de un mismo enclave. Además de contar con cuevas (tanto naturales como artificiales) en la zona, desgraciadamente la mayoría están desaparecidas por el proceso constructivo en la zona. 
Una de las posibles teorías acerca del posible macropoblado se debe al crecimiento demográfico acacido a partir del siglo X y el siglo XI, donde al principio los principales núcleos de asentamiento se realiza en zonas montañosas, donde se vislumbra el territorio y como punto defensivo óptimo, posteriormente este crecimiento haría prolongar la ocupación de las pequeñas mesetas de la zona. Los principales motivos de la presencia de población humana se debe a varios factores: 
- Presencia de recursos hídricos durante casi todo el año.
- Abundancia de recursos marinos (moluscos, mariscos, etc.).
- Amplias zonas de pastoreo y colonización agrícola.

En el siglo XIII se constata la presencia de misioneros mallorquines y catalanes (franciscanos) durante el Obispado de la Fortuna a partir de 1351 denominado Telde, es posible que, por las condiciones del lugar, presencia de un puerto natural (Puerto Natural de Telde), introduciendo con ello el culto de la Inmaculada Concepción y las condiciones marinas y de núcleos poblacionales fuera un lugar destacado de la presencia de estos misioneros. Prueba de ello es el martirio de los trece hermanos de 1393 en la célebre Sima de Jinámar donde fueron lanzados a su interior a su muerte. Las misiones quedaron interrumpidas hasta la conquista de la isla en 1483. El dato más antiguo atestiguado de presencia europea doocumentado en el lugar es la expedición del capitán castellano Gonzalo Pérez Martel de 1393 que arriba al lugar y continua hasta encontrar su final en el lugar que se conoce como La Matanza.

### Antiguo Régimen alsigloXXI
Una vez completada la conquista se produce, por parte del Gobernador Pedro de Vera a producir los repartimientos de tierras y aguas en la isla a partir de 1485. Es entonces cuando se funda el actual casco histórico de Jinámar (finales del siglo XV-comienzos del XVI). No obstante la fundación de este pago se realiza para ser un núcleo (aparte de repoblar el lugar por la herencia de la conquista por parte de Castilla), es la de ser abastecedor de grano para paliar la preferencia de las oligarquías canarias de explotar la caña de azúcar, generando con ello un déficit de cereales en la isla. Junto a los cultivos de subsistencia se irían combinando con la vid (siglo XVI-XVII).
La fundación del pago estuvo íntimamente ligada a la construcción de la ermita de Santa María de Ajinámar como se intituló en 1525 tras el término de las obras, siendo su benefactor Cristóbal García del Castillo, caballero oriundo de Moguer, siendo sus descendientes devotos y benefactores de la ermita encargándose de la mayordomía a partir de Bernardino García del Castillo (hijo de Cristóbal). Teniendo desde su consagración el día 8 de diciembre como fiestas patronales del lugar, acudiendo multitud de devotos de todos los rincones de la isla y de otras islas hasta la actualidad, siendo la segunda fiesta patronal más importante (por detrás de las Fiestas del Pino). Asimiendo de manera ininterrumpida la mayordomía de la rama principal de la familia Castillo (del Castillo y Ruiz de Vergara) y posteriormente Condes de la Vega Grande de Guadalupe. Debido a que la ermita era de administración privada estuvo dependiente de la Iglesia de San Juan Bautista de Telde hasta 1940 cuando se decreta su adscripción como parroquia. Sirviendo, por tanto, como capilla con Capellán de la Virgen de manera itinerante hasta 1914 y como párroco propio a partir de 1940. 
En 1851 a raíz de la epidemia de Cólera Morbo Asiático daría lugar a una pandemia que se produce en Las Palmas de Gran Canaria, en un primer momento se establece un cordón sanitario en torno a la Noria de Jinámar y se prolonga hasta La Matanza, aunque al poco tiempo se levanta y se acelera el proceso de propagación de la enfermedad al resto de la isla. Aunque Jinámar ha estado vinculado históricamente al municipio de Telde, en 1949 debido al Plan de Ordenación Económico-Social Provincial de Las Palmas establece su división entre los municipios de Las Palmas de Gran Canaria y Telde, en torno al cauce del Barranco de Jinámar, estando delimitados de esta manera hasta la actualidad. 
Para teniendo una Mansión conocida popularmente como Casa de la Condesa, ocupando la práctica totalidad del hoy Valle de Jinámar. desde 1669 perteneciente a la familia Amoreto, familia ilustre de comerciantes genoveses establecidos en el sur de la isla. Posteriormente por vinculación matrimonial forma parte de la familia condal de la Vega Grande. En el siglo XIX se introducen nuevos cultivos dentro de las propiedades de la familia condal como la cochinilla, la caña de azúcar (cultivo sustituto de la cochinilla), naranjas, tomates y plátanos, además de construir la célebre Noria de Jinámar, el mejor pozo extractor de aguas de Canarias, hasta la venta de estos terreno y la Noria en 1968 para la construcción de las viviendas de protección oficial que se produjo entre las décadas de 1970-1988 y 1996-2004. 
Durante la guerra civil española (1936-1939), se produjo la represión que cometió crímenes en la Sima de Jinámar entre 1936 y 1945, siendo un lugar de fusilamiento y cementerio para los represaliados del franquismo, hasta la finalización de la Segunda Guerra Mundial, donde se ocultó los hechos mediante los intentos de destrucción de la Sima con dinamita y posteriormente con picón echándolo al fondo de la misma. Esta se volvería a redescubrir a partir de la década de 1960 se ha deteriorado por el uso como lugar de enseñanza de escalada. 
La configuración de la zona nueva o Valle de Jinámar dio lugar un ambicioso proyecto de construcción de viviendas (pretendiendo ser el mayor barrio residencial de Europa y de España) a la vez que se pretendía establecer, en un primer momento, la sede universitaria. De este proyecto se construyó una cuarta parte del total, establecido en diversos sectores (8 fases) y con una amplia masa social que se traslada teniendo problemas de adaptabilidad social y económica en el entorno desde mediados de la década de 1980 y hasta finales de la década siguiente. 
Entre los elementos constructivos de oficios antiguos que sobreviven en la actualidad es la Casa del Peón Caminero, construida entre 1862 y 1864, coincidiendo con la construcción de la Carretera General de Telde-Jinámar (1862-1865), siendo la residencia del Peón Caminero oficio hoy extinto, y rehabilitado como sede del Patronato de Fiestas de la Concepción y la Caña Dulce.

## Fiestas
La fiesta más importante es:
- Fiestas de la Inmaculada Concepción y la Caña Dulce, del 29 de noviembre al 8 de diciembre.

## Elementos destacables

### Espacios naturales
- Barranco de Jinámar
- Parque de los Volcanes de Jinámar
- Montaña Rajada
- Montaña Negra
- Sima de Jinámar
- Una lavandería pública

### Bienes etnográficos
- Estanque de Cañada de los Perros
- Presa de Cañada de los Perros
- Pozo de los indianos de Jinámar
- Casa de la Condesa
- Noria de Jinámar
- Aljibe y Lavadero de Jinámar
- Galería de Cañada de los Perros
- Pozo de Hornos del Rey
- Horno de Cal de Hornos del Rey
- Acebuche de Finca Maipez de Jinámar

### Bienes arqueológicos
- Yacimiento arqueológico de La Restinga
- Yacimiento arqueológico de Los Barros
- Yacimiento arqueológico de Llano de las Brujas
- Yacimiento arqueológico de Necrópolis del Gallego (Montaña del Roso)
- Yacimiento arqueológico de Necrópolis de Cruz de la Gallina
- Yacimiento arqueológico de Necrópolis del Maipez del Cascajo

### Entidades educativas, sociales y culturales
- Asociación de Vecinos La Concepción de Jinámar
- Asociación de Vecinos La Solidaridad del Valle
- Asociación de Vecinos La Buena Unión
- Asociación de Vecinos La Somada
- Patronato de Fiestas La Concepción y la Caña Dulce
- Plan Integral del Valle de Jinámar Jinámar en nuestras manos
- Asociación Cultural Entre Amigos
- Asociación Cultural Tamarán siglo XXI

## Flora
Se trata de un endemismo exclusivo de Gran Canaria, siendo la única especie floral conocida que se encuentra en la desembocadura del Barranco de Jinámar, ubicado dentro del sitio de interés científico de Jinámar. Se trata de la Lotus kunkelii o hierba muda, bautizado así por su investigador, el botánico alemán Günther Kunkel en 1972, aunque la especie se conocía desde 1956.  En el mismo lugar se encuentra un yacimiento de restos fósiles marinos, despertando el interés científico. Esta especie es una especie perenne, perteneciente a la familia de la Fabaceae,por tanto, de tipo cuasi-rastera de tipo leñosa, pudiendo formar amplias formaciones coloniales de hasta 30 cm de altura. Es un endemismo muy amenazado,debido a los deterioros producidos por la acción antrópica por la extracción de áridos para la construcción de carreteras en la década de 1950, además del deterioro de su hábitat, acumulación de deshechos y escombros, vertidos incontrolados. Desde 1998 se encuentra incluido en el Catálogo Nacional de Especies Amenazadas debido a su estado de peligro de extinción, posteriormente sería incluida en el Catálogo de Especies Amenazadas de Canarias. Tal es su estado de conservación que la Unión Internacional para la Conservación de la Naturaleza (UICN por sus siglas) establece como especie de estado crítico de desaparición.